# كتانية وافرة الأزهار
الكتانية وافرة الأزهار (باللاتينية: Linaria floribunda) نوع نباتي يتبع جنس الكتانية من الفصيلة الحملية من رتبة الشفويات.

## الموئل والانتشار
تنتشر في بلاد الشام وسيناء.